# فابریسیو سیلوا دورنیلاس
فابریسیو سیلوا دورنیلاس (به پرتغالی: Fabrício Silva Dornellas) مدافع، مدافع اهل برزیل است که در شهر ریودو ژانیرو و در تاریخ ۲۰ فوریهٔ ۱۹۹۰ به دنیا آمده‌است.
فابریسیو سیلوا دورنیلاس در تیم‌های فوتبال فلامینگو سابقهٔ حضور دارد.